# Conus guanche
Conus guanche е вид охлюв от семейство Conidae. Видът не е застрашен от изчезване.

## Разпространение и местообитание
Разпространен е в Западна Сахара, Испания (Канарски острови), Мавритания и Мароко.
Обитава крайбрежията и пясъчните дъна на морета.